# Championnat du monde de badminton par équipes féminines 1975
Navigation
Tokyo 1972 Auckland 1978
La 7e édition du championnat du monde de badminton par équipes féminines, appelé également Uber Cup a eu lieu durant la saison de badminton 1974-1975.

## Format de la compétition
14 nations participent à l'Uber Cup. Après des phases de qualifications disputées localement, un tournoi final attribuant le titre se joue à Jakarta en Indonésie en 1975.
Le pays organisateur et le tenant du titre sont qualifiés d'office pour le tournoi final.
Chaque rencontre se joue en 7 matches : 3 simples et 4 doubles.

## Pays participants
| Zone            | Pays                                                           |
| --------------- | -------------------------------------------------------------- |
| Océanie         | Australie Nouvelle-Zélande                                     |
| Asie            | Inde Malaisie                                                  |
| Europe          | Allemagne de l'Ouest Angleterre Danemark Écosse Pays-Bas Suède |
| Amériques       | Canada États-Unis                                              |
| Tenant du titre | Japon                                                          |
| Pays hôte       | Indonésie                                                      |

## Qualifications

### Zone Océanie
| à Adélaïde |     |                  |
| Australie  | 4-3 | Nouvelle-Zélande |

### Zone Asie
| à Lucknow |     |          |
| Inde      | 1-6 | Malaisie |

### Zone Europe
|  | Quarts de finale     | Quarts de finale |                      |   | Demi-finales | Demi-finales |  |  | Finale     | Finale     |
|  | Quarts de finale     | Quarts de finale |                      |   | Demi-finales | Demi-finales |  |  | Finale     | Finale     |
|  |                      |                  |                      |   |              |              |  |  |            |            |
|  | à Paisley            | à Paisley        |                      |   | à Enschede   | à Enschede   |  |  | à Plymouth | à Plymouth |
|  | à Paisley            | à Paisley        |                      |   | à Enschede   | à Enschede   |  |  | à Plymouth | à Plymouth |
|  | Pays-Bas             | w/o              |                      |   | à Enschede   | à Enschede   |  |  | à Plymouth | à Plymouth |
|  | Pays-Bas             | w/o              |                      |   | à Enschede   | à Enschede   |  |  | à Plymouth | à Plymouth |
|  | Suède                |                  |                      |   | à Enschede   | à Enschede   |  |  | à Plymouth | à Plymouth |
|  | Pays-Bas             | 2                |                      |   |              |              |  |  | à Plymouth | à Plymouth |
|  | Pays-Bas             | 2                |                      |   |              |              |  |  | à Plymouth | à Plymouth |
|  |                      | Angleterre       | 5                    |   |              |              |  |  | à Plymouth | à Plymouth |
|  | Angleterre           | Angleterre       | 5                    |   |              |              |  |  | à Plymouth | à Plymouth |
|  |                      |                  |                      |   |              |              |  |  | à Plymouth | à Plymouth |
|  | vacant               |                  |                      |   |              |              |  |  | à Plymouth | à Plymouth |
|  | Angleterre           | 5                |                      |   |              |              |  |  |            |            |
|  | Angleterre           | 5                | à Deux-Ponts         |   |              |              |  |  |            |            |
|  |                      | Danemark         | 2                    |   |              |              |  |  |            |            |
|  | Allemagne de l'Ouest | Danemark         | 2                    | 6 |              |              |  |  |            |            |
|  | Allemagne de l'Ouest | à Oberhausen     |                      | 6 |              |              |  |  |            |            |
|  | Écosse               | 1                |                      |   |              |              |  |  |            |            |
|  | Écosse               | 1                | Allemagne de l'Ouest | 1 |              |              |  |  |            |            |
|  |                      |                  | Allemagne de l'Ouest | 1 |              |              |  |  |            |            |
|  |                      | Danemark         | 6                    |   |              |              |  |  |            |            |
|  | Danemark             | Danemark         | 6                    |   |              |              |  |  |            |            |
|  |                      |                  |                      |   |              |              |  |  |            |            |
|  | vacant               |                  |                      |   |              |              |  |  |            |            |
|  |                      |                  |                      |   |              |              |  |  |            |            |

### Zone Amériques
| à Waukesha |     |        |
| États-Unis | 2-5 | Canada |

## Tournoi final

### Tableau
|  | Quarts de finale | Quarts de finale |           |   | Demi-finales | Demi-finales |  |  | Finale | Finale |
|  | Quarts de finale | Quarts de finale |           |   | Demi-finales | Demi-finales |  |  | Finale | Finale |
|  |                  |                  |           |   |              |              |  |  |        |        |
|  |                  |                  |           |   |              |              |  |  |        |        |
|  |                  |                  |           |   |              |              |  |  |        |        |
|  | Japon            |                  |           |   |              |              |  |  |        |        |
|  |                  |                  |           |   |              |              |  |  |        |        |
|  | vacant           |                  |           |   |              |              |  |  |        |        |
|  | Japon            | 6                |           |   |              |              |  |  |        |        |
|  | Japon            | 6                |           |   |              |              |  |  |        |        |
|  |                  | Canada           | 1         |   |              |              |  |  |        |        |
|  | Canada           | Canada           | 1         | 4 |              |              |  |  |        |        |
|  | Canada           |                  |           | 4 |              |              |  |  |        |        |
|  | Australie        | 3                |           |   |              |              |  |  |        |        |
|  | Australie        | 3                | Japon     | 2 |              |              |  |  |        |        |
|  |                  |                  | Japon     | 2 |              |              |  |  |        |        |
|  |                  | Indonésie        | 5         |   |              |              |  |  |        |        |
|  | Indonésie        | Indonésie        | 5         | 7 |              |              |  |  |        |        |
|  | Indonésie        |                  |           | 7 |              |              |  |  |        |        |
|  | Malaisie         | 0                |           |   |              |              |  |  |        |        |
|  | Malaisie         | 0                | Indonésie | 5 |              |              |  |  |        |        |
|  |                  |                  | Indonésie | 5 |              |              |  |  |        |        |
|  |                  | Angleterre       | 2         |   |              |              |  |  |        |        |
|  | Angleterre       | Angleterre       | 2         |   |              |              |  |  |        |        |
|  |                  |                  |           |   |              |              |  |  |        |        |
|  | vacant           |                  |           |   |              |              |  |  |        |        |
|  |                  |                  |           |   |              |              |  |  |        |        |

### Finale
|    | Japon                            | 2 - 5 | Indonésie                           | Score            |
| -- | -------------------------------- | ----- | ----------------------------------- | ---------------- |
| SD | Hiroe Yuki                       | 1-0   | Theresia Widiastuti                 | 11-7, 11-1       |
| SD | Atsuko Tokuda                    | 0-1   | Taty Sumirah                        | 5-11, 2-11       |
| SD | Noriko Nakayama                  | 1-0   | Utami Dewi                          | 11-5, 11-3       |
| DD | Etsuko Takenaka / Machiko Aizawa | 0-1   | Minarni / Regina Masli              | 6-15, 15-6, 9-15 |
| DD | Hiroe Yuki / Mika Ikeda          | 0-1   | Imelda Wiguno / Theresia Widiastuti | 4-15, 9-15       |
| DD | Hiroe Yuki / Mika Ikeda          | 0-1   | Minarni Soedaryanto / Regina Masli  | 8-15, 11-15      |
| DD | Etsuko Takenaka / Machiko Aizawa | 0-1   | Imelda Wiguno / Theresia Widiastuti | 14-17, 0-15      |